# Antonio Gramsci

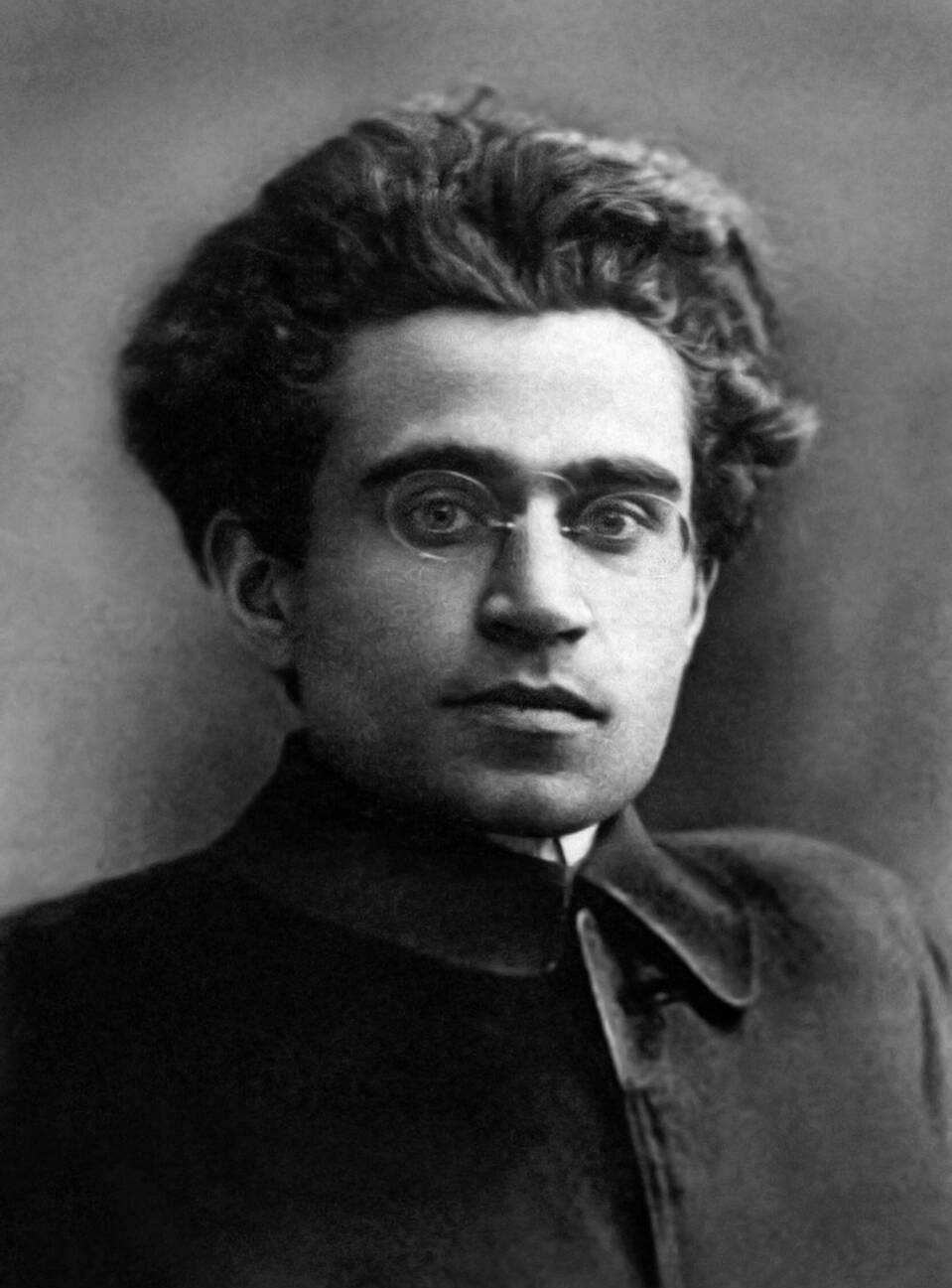
Antonio Gramsci, um 1920

Antonio Gramsci [anˈtɔːni̯o ˈgramʃi Antonio Gramsciⓘ] (* 22. Januar 1891 in Ales auf Sardinien; † 27. April 1937 in Rom) war ein italienischer Schriftsteller, Journalist, Politiker und marxistischer Philosoph. Er gehört zu den Begründern der Kommunistischen Partei Italiens (Partito Comunista Italiano), deren Generalsekretär (Vorsitzender) er von 1924 bis 1927 war. Vom 6. April 1924 bis zu seiner Verhaftung durch Faschisten am 8. November 1926 war er Abgeordneter im italienischen Parlament. Während seiner Zeit im Gefängnis verfasste Gramsci Texte mit philosophischen, soziologischen und politischen Überlegungen, die 32 Hefte füllen. Sie sind als Gefängnishefte bekannt geworden und bilden ein bedeutendes Werk marxistischen Denkens; Gramscis Analysen werden bis heute in der Politischen Theorie rezipiert.

## Leben und Wirken

### Familie
Am 22. Januar 1891 wurde Antonio Gramsci in Ales (Sardinien) als viertes Kind von Francesco Gramsci und Giuseppina Marcias geboren. Die Familie Gramsci gehörte zu den Arbëresh, der albanischen Minderheit in Süditalien. Der Familienname Gramsci wurde vermutlich von der albanischen Stadt Gramsh abgeleitet. Antonio Gramsci dachte, sein albanischsprachiger Urgroßvater sei 1821 nach einem Volksaufstand aus dem Epirus (Balkan) geflüchtet. Verantwortlich dafür war ein irriger Stammbaum. Tatsächlich waren seine Vorfahren bereits in einer frühen Flüchtlingswelle albanischer Christen in das Königreich Neapel gekommen; sein Urgroßvater Nicola Gramsci (1769–1824) ist im 18. Jahrhundert als Grundbesitzer in Plataci in der Provinz Cosenza (Kalabrien) belegt. Don Nicola Gramsci war mit seiner Familie 1795 nach Neapel übersiedelt, wo sich die Familie Gramsci in die gehobene Gesellschaft integrierte und von wo aus er den Landbesitz in Kalabrien verwaltete. In Plataci wurde Antonios Großvater Gennaro Gramsci (1812–1872) geboren. Dieser wurde Oberst der Gendarmerie des Königreiches beider Sizilien und heiratete Teresa Gonzales, die Tochter eines bekannten neapolitanischen Advokaten.
Ihr jüngster Sohn, Francesco Gramsci, geboren am 6. März 1860 in Gaeta (Latium) wurde Antonio Gramscis Vater. Er begann ein Studium der Rechtswissenschaften, musste jedoch, als sein Vater starb, dieses vorzeitig abbrechen. Die Folge war ein sozialer Abstieg. Seine Arbeitssuche führte ihn 1881 nach Sardinien, wo er in Ghilarza eine Anstellung beim Registeramt fand. Auf Sardinien lernte er seine spätere Frau, Antonio Gramscis Mutter, Peppina (eigentlich Giuseppina) Marcias kennen, die er 1883 gegen den Willen seiner Mutter zur Frau nahm.
Peppina Marcias stammte aus kleinbürgerlichen Verhältnissen. Ihr Vater war Steuereintreiber und besaß ein kleines Haus mit einem kleinen Grundstück. Sie wurde 1861 in Ghilarza geboren. Sie besuchte drei Jahre die Grundschule und lernte als eines der wenigen Mädchen ihrer Zeit lesen und schreiben. Sie wurde zu einer begeisterten Leserin, zum Beispiel von Boccaccio.
Die Eheleute Gramsci hatten insgesamt sieben Kinder; ihr erstes Kind, Gennaro, bekamen sie 1884. Drei Jahre später folgte Grazietta, 1889 Emma und am 22. Januar 1891 Antonio. Ein Jahr später zog die Familie nach Sorgono (Sardinien). Dort wurden Mario (1893), Teresina (1895) und Carlo (1897) geboren.

### Kindheit
Antonio Gramsci war von zarter Konstitution und kämpfte zeitlebens auch um seine Gesundheit. Im Alter von drei Jahren ließ ein Kindermädchen Antonio auf den Boden fallen. Er stürzte so schwer, dass sich am Rücken ein Buckel bildete. Wahrscheinlich spielte schon damals Knochentuberkulose eine wesentliche Rolle. Er litt an Wachstumsproblemen und war als Erwachsener nur knapp einen Meter fünfzig groß.
Über akute Probleme und die anhaltende Besorgnis seiner Mutter schrieb er später: „Als ich vier war, hatte ich einmal drei Tage lang Krämpfe und verlor so viel Blut, daß ich völlig entkräftet war. Die Ärzte gaben mir keine Chance mehr, und meine Mutter hat bis 1914 den Kindersarg und das Totenhemd aufgehoben, die sie schon für mein Begräbnis gekauft hatte.“
Antonio Gramsci wird als ein aufgewecktes Kind geschildert; bedingt durch seine körperliche Behinderung fand er sich von vielen Spielen der anderen Kinder jedoch ausgeschlossen, was ihn immer mehr zum Einzelgänger werden ließ und verschlossen machte. Seine Geschwister beschrieben ihren Bruder als einen eher melancholischen Menschen, der ihnen aber sehr oft seine Zuneigung zeigte.
Ab dem sechsten Lebensjahr besuchte er die Grundschule; in der dritten Klasse hatte er gute, aber nicht glänzende Zensuren. Da er aber den anderen Kindern weit voraus war, wollte er eine Klasse überspringen. Dies scheiterte daran, dass er nicht alle Artikel der italienischen Verfassung auswendig hersagen konnte, wie der Studiendirektor dies von ihm verlangt hatte. Sein letztes Grundschuljahr schloss er in jedem Fach mit der Höchstnote ab.

### Berufliche Schwierigkeiten des Vaters
Am 9. August 1898 wurde Francesco Gramsci wegen Amtsmissbrauchs und Veruntreuung angeklagt und kurz darauf verhaftet. Aufgrund der geringen Veruntreuungssumme wurde er am 27. Oktober 1900 zur Mindeststrafe von 5 Jahren, 8 Monaten und 22 Tagen Gefängnis verurteilt, die er in Gaeta verbüßte. Francesco Gramsci hatte tatsächlich seine Buchhaltung nicht korrekt geführt, aber ein weiterer Hintergrund für die Verhaftung war politischer Natur, da er bei den Wahlen von 1897 Enrico Carboni Boy unterstützt hatte, sich am Ende jedoch sein politischer Gegner Cocco Ortu durchsetzte. Giuseppina Gramsci verschwieg ihren Kindern aus Scham, dass der Vater ins Gefängnis musste.
Ohne die Einkünfte des Vaters begann für die Familie Gramsci eine Zeit extremer Armut. Deshalb zogen sie kurze Zeit später nach Ghilarza, dem Geburtsort von Giuseppina Marcias. Die Mutter betätigte sich nun als Auftragsnäherin und vermietete ein Zimmer, zudem kümmerte sie sich um den Haushalt und arbeitete teilweise auch nachts. Trotz der vielen Arbeit fand sie noch genügend Zeit, um Antonio bei dessen Hausaufgaben zu helfen.

### Besuch des Gymnasiums

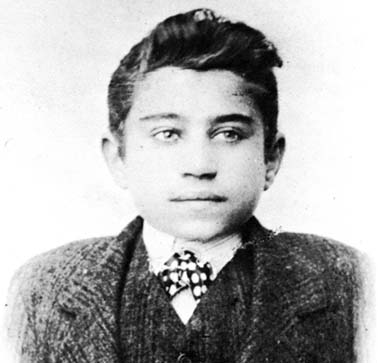
Gramsci als 15-Jähriger

Die Armut seiner Familie erlaubte es ihm zunächst nicht, ein Gymnasium zu besuchen. Stattdessen begann Gramsci in einem Kataster-Büro zu arbeiten, wo er neun Lire pro Monat verdiente. Seine damalige Arbeit beschrieb er später wie folgt: „Ich musste Register umherschleppen, die schwerer waren als ich, und viele Nächte weinte ich vor Erschöpfung, weil mir der ganze Körper schmerzte.“
Am 31. Januar 1904 hatte Francesco Gramsci seine Strafe verbüßt, wurde rehabilitiert und fand eine Anstellung als Schreiber. Deshalb konnte sich Antonio Gramsci nun im achtzehn Kilometer von Ghilarza entfernten Gymnasium von Santu Lussurgiu anmelden. Dabei handelte es sich um eine kleine Schule, wo lediglich drei Lehrer die insgesamt fünf Klassen der Unterstufe unterrichteten. Trotz des ungünstigen Betreuungsverhältnisses gelang es Gramsci in Oristano, die Licenza ginnasiale (Unterstufenprüfung) zu bestehen. Im Sommer 1908 schrieb er sich im Liceo Dettori in Cagliari ein, der dreijährigen Oberstufe, Lyzeum genannt, an dem er die Hochschulreife erlangte. In Cagliari wohnte er in der Folge gemeinsam mit seinem Bruder Gennaro in einer kleinen Pension.

### Erste Berührung mit der sozialistischen Bewegung
Gennaro Gramsci hatte in der Zwischenzeit in der sozialistischen Hochburg Turin seinen Militärdienst geleistet und war als engagierter Sozialist nach Sardinien zurückgekehrt, wo er eine Anstellung in einer Eisfabrik fand. Er engagierte sich unter anderem in der Camera del Lavoro, einem Zusammenschluss von Arbeitern, der vom Partito Operaio Italiano (Italienische Arbeiterpartei), dem Vorläufer der Sozialistischen Partei Italiens gegründet wurde, wo er mit dem Amt des Kassierers betraut war. Durch seinen Bruder kam Antonio Gramsci erstmals mit sozialistischen Büchern, Zeitschriften und Broschüren in Kontakt. So las er unter anderen die populären Romane von Carolina Invernizio und Anton Giulio Barrili, daneben die Zeitschriften La Voce und Marzocco, Schriften von Giovanni Papini, Emilio Cecchi und studierte insbesondere die Werke von Benedetto Croce und Gaetano Salvemini.
Nach anfänglichen Schwierigkeiten gelang es Antonio Gramsci, die Lücken der mangelhaften Schulbildung zu schließen. Auch in Cagliari lebte er zurückgezogen. Es wird berichtet, dass er weder rauchte noch Alkohol trank und auch keine Einladungen dazu annahm.
Am Ende des zweiten Jahres am Lyzeum fragte Antonio Gramsci seinen Italienischlehrer Raffa Garzia, der zugleich Direktor der Zeitung Unione Sarda war, ob er während des Sommers an der Zeitung mitarbeiten könne. Der Professor akzeptierte, und am 20. Juli 1910 erhielt Gramsci seinen Presseausweis. Seine erste Berichterstattung führte ihn ins Dorf Aidomaggiore. Dort wollte die Bevölkerung das allgemeine Wahlrecht einführen, weshalb der Oberleutnant der Carabinieri Verstärkung anrücken ließ, vierzig Carabinieri und vierzig Infanteristen. Bei der Wahl war das ganze Dorf wie ausgestorben, niemand traute sich vor die Tür. Gramscis Berichterstattung über diese Ereignisse war kurz, prägnant und humorvoll.
Am Ende seines dritten Oberstufenjahres litt Gramsci an Unterernährung. Er bestand die Abschlussprüfungen mit guten bis sehr guten Noten.

### Studium in Turin
Im Jahre 1911 offerierte das Collegio Carlo Alberto (Fondazione Albertina) in Turin 39 Stipendien. Die Stipendiaten erhielten 70 Lire pro Monat, um die Universität in Turin besuchen zu können. Auch Antonio Gramsci bemühte sich um ein solches Stipendium und nahm an den dafür nötigen Aufnahmeprüfungen teil. Er erhielt von seinen Eltern zu diesem Zweck ein Startgeld von 100 Lire. Damit bezahlte er unter anderem die Fahrt dritter Klasse von Sardinien nach Turin, die alleine 45 Lire kostete. Am 27. Oktober 1911 endeten die Prüfungen, bei welchen er den insgesamt neunten Platz belegte. Auf den zweiten Platz gelangte Palmiro Togliatti, der ebenfalls aus Sardinien stammte und später Gramscis Parteigenosse wurde.

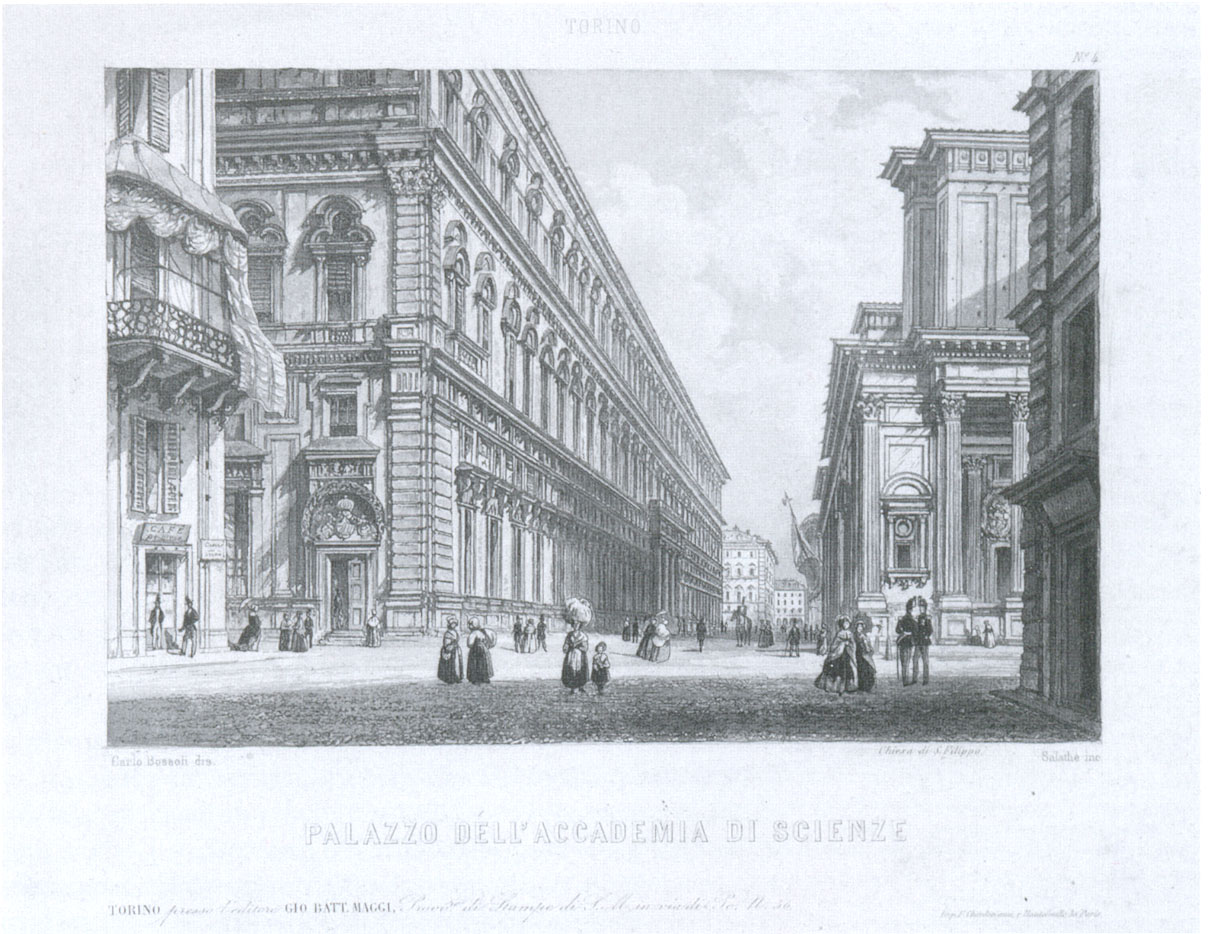
Universität in Turin

Gramsci erhielt eines der Stipendien und schrieb sich bei der Philosophischen Fakultät ein. Es stellte sich jedoch heraus, dass die siebzig Lire, die er pro Monat erhielt, nicht ausreichten. Die ersten Monate des Studiums bezeichnete Gramsci später als schlimmste Zeit seines Lebens. Einsamkeit, Hunger und Kälte peinigten ihn und lösten Halluzinationen und Ohnmachtsanfälle aus.
Für die Wahlen vom 26. Oktober 1913 kehrte Gramsci für kurze Zeit nach Sardinien zurück. Der Ministerpräsident Giovanni Giolitti hatte für diese Wahl eine Erweiterung des Wahlrechtes angeordnet; damit waren erstmals auch Analphabeten zugelassen. Jedoch blieben die Korruption und die Einschüchterung von Wählern allgegenwärtig. Antonio Gramsci kehrte im November 1913 nach Turin zurück, wo er nun das unterste Stockwerk eines in der Via San Massimo 14 gelegenen Palazzos bewohnte. Gramsci wurde Mitglied des Partito Socialista Italiano (PSI). In dieser Zeit geriet er mit den Examina in Rückstand, da er an einer Art Minderdurchblutung im Gehirn litt, was einen teilweisen Gedächtnisverlust zur Folge hatte. Damit er das Stipendium der Fondazione Albertina behalten konnte, holte Gramsci zwischen März und April 1914 verschiedene Examina nach.
Das Geistesleben in der Turiner Universität war geprägt vom Futurismus und dem Idealismus, wie er von Professor Benedetto Croce vertreten wurde. Gramsci setzte sich intensiv mit diesen Strömungen auseinander. Zu seinen wichtigsten Lehrern zählte der Romanist Matteo Giulio Bartoli. Während seiner Studienzeit besuchte er häufig junge Parteikollegen, beispielsweise Angelo Tasca, Palmiro Togliatti sowie Umberto Terracini. Am 31. Oktober 1914 schrieb Gramsci seinen ersten Artikel für die sozialistische Wochenzeitung Il Grido del popolo.
Am 1. August 1914 brach der Erste Weltkrieg aus. Italien nahm vorerst eine neutrale Stellung ein. Der PSI forderte eine bedingungslose Neutralität. Eine kleine Gruppe des PSI um Benito Mussolini, damals einer der populärsten Sozialistenführer des Landes und Chefredakteur der Parteizeitung Avanti, befürwortete dagegen eine Intervention gegen die Mittelmächte und löste damit eine heftige Diskussion aus, zu der auch Gramsci durch eine wohlwollende Interpretation von Mussolinis Standpunkt im Grido del popolo beitrug; später wurde ihm deswegen eine interventionistische Haltung vorgeworfen. Kurz darauf wurde Mussolini aus der Sozialistischen Partei ausgeschlossen. Die französischen Sozialisten (SFIO) finanzierten mit Hilfe des französischen Außenministeriums Mussolinis Abspaltung vom PSI und die Gründung der Zeitung Il Popolo d’Italia. Mit der Gründung des faschistischen Bundes zusammen mit Republikanern, Anarchisten, Syndikalisten und Sozialisten verfolgte Mussolini die Strategie, revolutionären Krieg gegen den äußeren Feind zu führen und zugleich Terror gegen den inneren Feind (Sozialisten, später auch Kommunisten) auszuüben. Ungeachtet der Proteste der Arbeiter und des PSI erklärte Italien am 23. Mai 1915 Österreich-Ungarn den Krieg.
Gramsci lebte weiterhin in großer Armut und litt unter seinen Erkrankungen, so dass er 1915 sein Studium aufgeben musste, nachdem er es bereits einmal unterbrochen hatte. Obwohl er seine Krankheiten dargelegt hatte, war die Stipendienzahlung seitens der Kommission ausgesetzt worden.

### Journalistische Tätigkeit, politische Tätigkeit im PSI
Ab dem Beginn des Jahres 1916 arbeitete Gramsci als Redakteur bei Il Grido del popolo, wo er zuvor schon einige Artikel veröffentlicht hatte. Des Weiteren schrieb er für das PSI-Sprachrohr Avanti! (die Turiner Ausgabe) die Rubrik Sotto la Mole, wo er sich als Pamphletist und Theaterkritiker betätigte. Gramsci besuchte Arbeiter, nahm an verschiedenen sozialistischen Konferenzen teil und schrieb die Erstausgabe des sozialistischen Jugendmagazins La Città futura.
Im März 1917 wurden der russische Zar Nikolaus II. gestürzt und eine liberale Regierung eingesetzt; am 29. April schrieb Gramsci hierzu beipflichtend: „Die russische Revolution ist […] ein Werk des Proletariats und sie wird deshalb zwangsläufig in einem sozialistischen Regime enden.“
Die kriegsbedingten Missstände und die Kunde von der russischen Revolution führten in Italien zu spontanen Aufständen; diese wurden jedoch von der Regierung unterdrückt. Bei der Revolta per il pane (Brotunruhen) in Turin vom 25. August 1917 griff die Regierung hart durch; 50 Tote, über 200 Verletzte, zahlreiche Verhaftungen sowie die Verhängung des Ausnahmezustandes in Turin waren die Folgen. Die führenden Sozialisten wurden der Anstiftung zur Revolution angeklagt und zu Gefängnisstrafen verurteilt. Das Direktorium der Sozialisten wurde durch ein zwölfköpfiges Komitee ersetzt, dem auch Gramsci angehörte. Gramsci blieb Redakteur von Il Grido del popolo, bis die Zeitung am 19. Oktober 1918 ihre Tätigkeit einstellte.
Am 7. November 1917 gelangten in Russland die Bolschewiki an die Macht; am 24. November veröffentlichte Gramsci aus diesem Anlass eine italienweite Ausgabe von Avanti! unter dem Titel La rivoluzione contro il Capitale (deutsch: Die Revolution gegen das Kapital).
Am Ende des Ersten Weltkrieges arbeitete Gramsci nur noch für die Turiner Ausgabe von Avanti!, doch die jungen Turiner Sozialisten Gramsci, Tasca, Togliatti und Terracini wollten sich nach der Oktoberrevolution noch stärker in die sozialistische Politik einbringen. Zu diesem Zweck gründeten sie die Wochenzeitung L’Ordine Nuovo. Gramsci gehörte zum Redaktionskollektiv und übernahm zudem die Herausgeberschaft.
Benito Mussolini gründete am 23. März 1919 die „Fasci di combattimento“ als Vorläufer der Faschistischen Partei, die auch als paramilitärische Organisation zur Zerschlagung der sozialistischen Bewegung auftraten. Der Parteivorstand der PSI beschloss auf dem XVI. Parteitag im März 1919 mehrheitlich, der am 4. März in Moskau gegründeten Kommunistischen Internationale (Komintern) beizutreten. Innerhalb der PSI bildeten sich zwei Gruppierungen, die Astensionisti um Amadeo Bordiga, die sich der Stimme enthalten wollten und zum Wahlboykott aufriefen, und die Elezionisti um Serrati, die für die Teilnahme der Sozialisten an den Wahlen waren. Beide Flügel sprachen sich für einen bewaffneten Kampf aus. Bordiga wollte im Gegensatz zu Serrati die Partei in „Kommunistische Partei Italiens“ umbenennen und sprach sich für den Ausschluss aller Parteimitglieder aus, die den bewaffneten Kampf ablehnten. Die Gruppe um L’Ordine Nuovo stand dabei der Seite Serratis nahe.

### „L’Ordine Nuovo“ und Turiner Rätebewegung

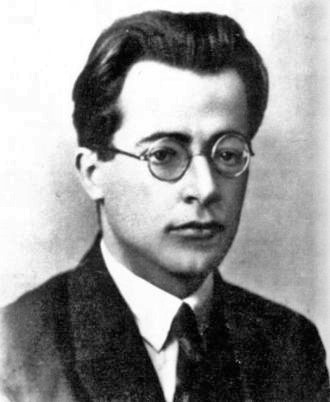
Palmiro Togliatti (um 1920)

Die Erstausgabe der Zeitung erschien am 1. Mai 1919. Im Titel stand „Bildet euch, denn wir brauchen all eure Klugheit. Bewegt euch, denn wir brauchen eure ganze Begeisterung. Organisiert euch, denn wir brauchen eure ganze Kraft.“ Ein von Gramsci und Togliatti verfasster Leitartikel, der zur Gründung von Arbeiterräten in den Fabriken Turins aufrief, traf auf breiten Widerhall. Bis zum Jahresende waren 120.000 Turiner Arbeiter in Räten organisiert. In der Folge revoltierten die Arbeiter, brachten die Fabriken unter ihre Kontrolle, hielten aber die Produktion aufrecht. Gramsci, der sich u. a. an Fabrikversammlungen beteiligte, avancierte hierbei zum politischen Sprecher der Massenbewegung.
Im Ordine Nuovo wurden zudem die Entwicklungen und Erfahrungen der russischen Sowjets diskutiert und dokumentiert. Gramsci propagierte für Turin ein Rätekonzept, das über die Fabrikkomitees hinausreichen sollte. Das Ziel dieser Räte wäre laut Gramsci die Schaffung einer revolutionären Kultur selbst organisierter Produzenten; er beschrieb sie zudem als Keimzelle einer zukünftigen kommunistischen Gesellschaft.
Auf Initiative des Ordine Nuovo entstand im November 1919 eine Kulturschule, welche die politische Bildung der Arbeiterräte verfolgte. Gramsci hielt dort zahlreiche Vorträge, in welchen die Erfahrungen der Rätebewegung diskutiert und reflektiert wurden, außerdem unterstützte er den Aufbau von kommunistischen Bildungsgruppen. In einem Editorial des Ordine Nuovo schrieb Gramsci, dass es die Aufgabe des Ordine Nuovo sei, als spontane Schule der Arbeiterbewegung zu agieren und somit eine Einheit von intellektueller Bildung und proletarischer Aktion herzustellen.
Im April 1920 erlebte die Turiner Rätebewegung einen weiteren Höhepunkt, als 200.000 Arbeiter einen zehntägigen Generalstreik durchführten. Dieser Streik beschränkte sich jedoch nur auf Turin, da die nationale Führung dem PSI ihre Unterstützung verweigerte. Bereits im September desselben Jahres kam es aber in ganz Italien zu neuerlichen Fabrikbesetzungen, der Schwerpunkt lag dabei wieder in Turin. Als nun in Turin der Einsatz von Militär gegen die Fabriksbesetzer drohte, gelang es der Sozialistischen Partei, durch Verhandlungen mit den Arbeitgebern einen Kompromiss auszuhandeln und den Militäreinsatz zu verhindern. Dies führte allerdings zur politischen Isolierung der verbliebenen Räte, was Gramsci der Partei zum Vorwurf machte. Es war dies mit ein Grund, warum sich die Differenzen zwischen den zentristischen, reformistischen und kommunistischen Strömungen verschärften.
Gramsci entwarf nun ein Neun-Punkte-Programm, das am 8. Mai 1920 im L’Ordine Nuovo veröffentlicht wurde. Er befürwortete den raschen Übergang zur Revolution, bei der es aber zu einer besseren Koordination zwischen Arbeitern und Bauern kommen müsse. Dieser Revolution werde „entweder die Eroberung der politischen Macht durch das revolutionäre Proletariat folgen oder eine furchtbare Reaktion durch die besitzende Klasse.“
Am 19. Juli 1920 begann der 2. Kongress der Kommunistischen Internationale (Komintern). Dieser verabschiedete ein Papier mit 21 Bedingungen, die für sozialistische Parteien gelten sollten, wenn sie Mitglied der Komintern werden wollten. Unter anderem wurde die Forderung aufgestellt, dass der Name der betreffenden Partei in „Kommunistische Partei“ umgeändert werden musste, und dass reformistische Gruppen sofort ausgeschlossen werden mussten. Der zentristische Flügel um Serrati fürchtete in der Situation Italiens, in der die Bourgeoisie zum Gegenangriff überging, den reformistischen Flügel zu verlieren. Lenin befürwortete einen Ausschluss, kritisierte aber zugleich Bordiga und die Astensionisti für ihre Ignoranz gegenüber positiven internationalen Beispielen von revolutionärer Parlamentsarbeit. Gramscis Neun-Punkte-Programm wurde von Lenin befürwortet, was Gramsci neuen Auftrieb gab.

### Gründung der Kommunistischen Partei
Die Resolution der Kommunistischen Internationalen verlangte von den sozialistischen Parteien die Distanzierung von den Reformisten und den Gradualisten (die letzteren propagierten die Erlangung der Macht durch kleine demokratische Schritte). Dies lehnte die Partito Socialista Italiano jedoch ausdrücklich ab. Dies führte im Zuge der Niederschlagung der Arbeiterräte vom August und September 1920 zur Abspaltung des linken Flügels des PSI. Erste Vorbereitungen für diese Abspaltung wurden auf der in Imola durchgeführten PSI-Tagung vom November 1920 getroffen.
Die Abspaltung wurde anlässlich der PSI-Tagung vom 21. Januar 1921 vollzogen. Nachdem Amadeo Bordiga die Unmöglichkeit der Zusammenarbeit zwischen den Revolutionären, den Reformisten und den Maximalisten erklärt hatte, verließen die Kommunisten das Gebäude und gründeten im Theater San Marco von Livorno die Kommunistische Partei Italiens (PCI). Die Partei verlegte ihren Sitz nach Mailand und startete ihre Aktivitäten unter dem Vorsitz Bordigas. Gramsci und Terracini zogen ins Zentralkomitee ein, Amadeo Bordiga, Bruno Fortichiari, Luigi Repossi, Ruggiero Greco und Umberto Terracini bildeten die Exekutive.
Die von Gramsci geführte L’Ordine Nuovo wurde neben Il Lavoratore aus Triest und Il Comunista aus Rom eine der bekanntesten kommunistischen Tageszeitungen. Bei den Wahlen vom 15. Mai 1921 kandidierte Antonio Gramsci als Abgeordneter, wurde jedoch nicht gewählt. Als beim III. Kongress der Komintern, der im Sommer 1921 durchgeführt wurde, nun doch für die Situation in Italien eine Einheitsfront dringlichst empfohlen wurde, um gegen die faschistische Offensive vorgehen zu können, folgte Bordiga nicht, sondern polemisierte in seinen Römischen Thesen gegen die Einheitsfronttaktik. Gramsci, der mehrmals versuchte, für die Einheitsfront zu mobilisieren, gab Ende 1921 seine Bemühungen auf.

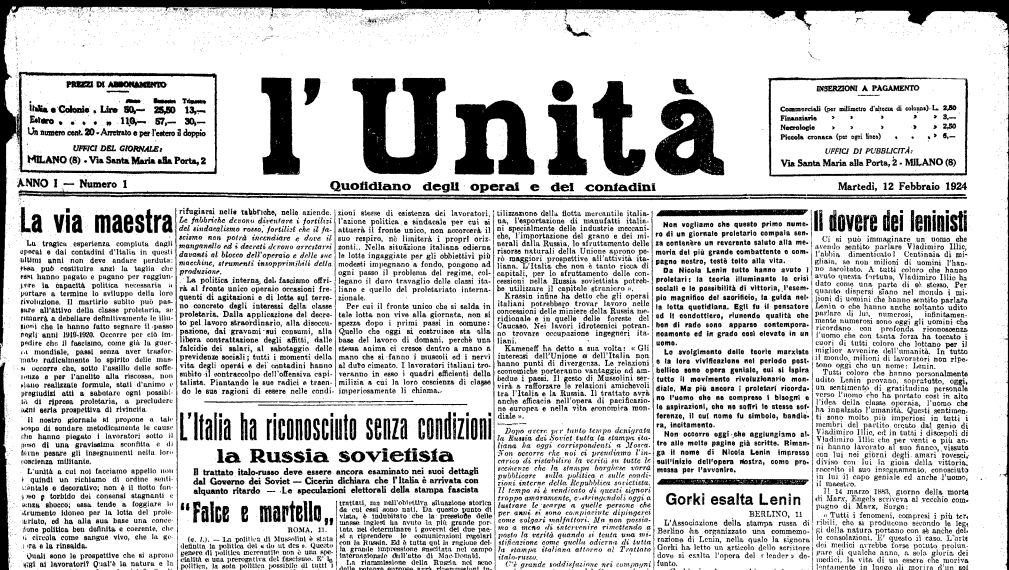
L’Unità: Erste Ausgabe vom 12. Februar 1924

Ende Mai 1922 reiste Gramsci nach Moskau, um die italienischen Kommunisten in der Exekutive der Internationalen Kommunisten zu vertreten. Als er in Russland ankam, erkrankte er und musste sich in einem Moskauer Sanatorium für Nervenkrankheiten behandeln lassen.
Nach der Machtergreifung durch Mussolini bestimmte die Komintern, dass sich die italienischen Kommunisten mit dem sozialistischen Flügel der Internationalisten vereinigen sollten. Im Februar 1923 verhafteten die Faschisten Bordiga, die Komintern setzte daraufhin mit Gramscis Einverständnis eine gemischte Exekutive in Italien ein, in der Bordigas Gruppe nun in der Minderheit war. Bordiga wurde dafür in das EKKI-Präsidium gewählt. Kurz darauf wurde jedoch auch die neue Exekutive verhaftet, weshalb man Gramsci nach Wien schickte mit dem Auftrag, von außerhalb eine neue Exekutive aufzubauen.
Am 12. Februar 1924 erschien in Mailand die erste Ausgabe der neuen kommunistischen Tageszeitung L’Unità und ab dem 1. März erschienen die neuen Ausgaben der L’Ordine Nuovo, die nun nur noch zweimal monatlich herausgegeben wurde.

### Heirat mit Julca Schucht

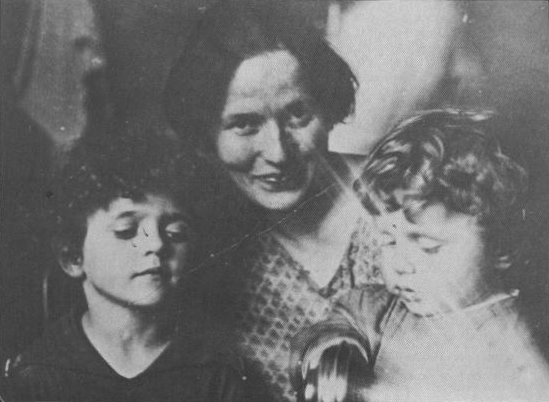
Julca Schucht und Kinder Delio und Giuliano (1930)

Bei seiner Reise nach Moskau 1922 begegnete Gramsci während des Sanatoriumsaufenthalts Eugenia Schucht wieder, einer russischen Violinistin, die er erstmals einige Jahre zuvor in Italien getroffen hatte. Durch sie lernte er deren Schwester Julca kennen, ebenfalls Violinistin, die einige Jahre das Liceo musicale in Rom besucht hatte, und verliebte sich in sie.
Julca (eigentlich Julia) Schucht wurde 1896, während der Emigration der deutsch-jüdischen Familie Schucht, in Genf geboren. Ihr deutscher Vater war ein Gegner der Zarenherrschaft und führender Kommunist, der aus diesem Grund nach Sibirien verbannt worden war und später emigrierte. Ihre jüdische Mutter, Julia Girsfeld, war aktive Sozialistin, später Kommunistin. Zu Beginn des Jahrhunderts zog die Familie nach Rom. Dort besuchte Julia Schucht das Liceo musicale. Sie arbeitete als Geigerin und unterrichtete an der Musikschule in Iwanowo. 1924 wurde sie Mitarbeiterin der sowjetischen Geheimpolizei OGPU, der Nachfolgeorganisation der Tscheka und einer Vorläuferin des KGB.
Antonio Gramsci und Julca Schucht heirateten 1923. Während der Ehe mit Gramsci gebar Julca in Moskau zwei Söhne: am 21. August 1924 Delio († 1981) und am 30. August 1926 Giuliano († 2007). Aufgrund seines Gefängnisaufenthalts lernte Gramsci seinen zweiten Sohn nie kennen.

### Vorsitzender der Kommunistischen Partei
Trotz der Verhaftungswellen blieb Gramsci eines der wenigen noch freien ZK-Mitglieder der KPI. Am 6. April 1924 errang er in der Region Venetien ein Abgeordneten-Mandat für die KPI. Dadurch genoss Gramsci nun Immunität und konnte deshalb Wien, wo er zwischenzeitlich weilte, verlassen und nach Rom ziehen. Im gleichen Monat nahm er an einer illegalen Tagung der Führung der italienischen Kommunisten in der Nähe von Como teil und wurde zum Generalsekretär der KPI.
Am 10. Juni wurde Giacomo Matteotti, ein sozialistischer Abgeordneter, von sechs Squadristi entführt und danach ermordet. Er hatte zuvor im Parlament eine flammende Rede gehalten, in der er vor der drohenden Gefahr der Faschisten für die italienische Demokratie gewarnt hatte. Das Verschwinden Matteottis und die Entdeckung seiner Leiche einige Wochen später führte zu einem deutlichen Stimmungswandel in großen Teilen der Bevölkerung. Die Mehrheit zweifelte nicht daran, dass hinter dem Mord die Faschisten steckten. Mussolinis Popularität erlitt einen Einbruch.
Die Aventinianer, ein Zusammenschluss antifaschistischer Kräfte (dazu gehörten Sozialisten, Kommunisten, Liberale, Demokraten und Katholiken), protestierten gegen die Ermordung Matteottis mit dem Auszug ihrer Abgeordneten aus dem Parlament. Jedoch war die Opposition nicht geeint; die verschiedenen Parteien misstrauten einander, was sie nahezu handlungsunfähig machte. Gramsci glaubte weiterhin an ein nahes Ende des faschistischen Regimes, doch sollte er sich täuschen. Die Bevölkerung wurde durch die Squadristi und deren gewalttätige Repression gefügig gemacht. So wurde beispielsweise Piero Gobetti, ein scharfer Kritiker des Regimes, am 5. September 1925 von vier Squadristi vor dessen Haus niedergeprügelt und so schwer verletzt, dass er im Frühjahr 1926 seinen Verletzungen erlag.
Am 20. Oktober schlug Gramsci vor, dass die Aventinianer eine Art Antiparlament bilden sollen. Dieser Vorschlag wurde von den anderen Oppositionsparteien abgelehnt. Am 26. Oktober reiste er nach Sardinien, um dort an einem regionalen Kongress der Kommunistischen Partei teilzunehmen und seine Familie zu besuchen. Am 12. November 1924 kehrte der kommunistische Abgeordnete Luigi Repossi in das Parlament zurück, zwei Wochen später kehrten auch die restlichen kommunistischen Abgeordneten zurück. Am 3. Januar 1925 hielt Benito Mussolini eine Rede vor dem Abgeordnetenhaus. Als Führer der Faschistischen Partei übernahm er für den Mord an Matteotti die volle „moralische, politische und historische Verantwortung“, ohne jedoch eine direkte Verbindung herzustellen. Der Aufforderung, ihn für das Verbrechen anzuklagen, kamen seine Gegner aufgrund der Aussichtslosigkeit eines solchen Unterfangens nicht nach.
Vom Februar bis April 1925 weilte Gramsci in Moskau, um seinen Sohn Delio kennenzulernen und seine Frau wiederzusehen. Am 26. Mai hielt Antonio Gramsci seine erste und zugleich letzte Rede vor dem ehemaligen Parteikollegen Mussolini. Diese erfolgte, nachdem die Regierung einen Gesetzesentwurf ausgearbeitet hatte, der regierungskritische Vereinigungen und deren Aktivitäten reglementieren sollte. Gramsci: „mit diesem Gesetz hofft ihr die Entwicklung von großen Arbeiter- und Bauernorganisationen zu verhindern […] ihr könnt den Staat unter eure Kontrolle bringen, könnt das Gesetz verändern, könnt versuchen die Organisationen in ihrer heutigen Form zu verbieten, aber ihr könnt euch nicht über die Fakten hinwegsetzen. Ihr macht nichts anderes als das Proletariat zu zwingen sich in eine andere (politische) Richtung zu orientieren […] die revolutionären Kräfte in Italien lassen sich nicht spalten, euer Traum wird sich nicht realisieren lassen!“ Als am 12. September 1924 der militante Kommunist Giovanni Corvi als Vergeltung für den Mord an Matteotti den faschistischen Abgeordneten Armando Casalini ermordete, verschärfte das faschistische Regime seine Repression gegen die Opposition. Vom 20. bis zum 26. Januar 1926 fand in Lyon der heimlich durchgeführte III. Kongress der Kommunistischen Partei Italiens (PCI) statt. Dort präsentierte Gramsci seine Thesen zum italienischen Faschismus und zu dessen Ursprung. Der Kongress stimmte diesen Thesen zu und bestätigte Gramsci als Generalsekretär des ZK.
Zurück in Rom verbrachte Gramsci einige Monate mit seiner Familie. Seine Frau, die ihren zweiten Sohn, Giuliano, erwartete, verließ am 7. August 1925 Italien in Richtung Moskau. Einen Monat später kehrte auch ihre Schwester Eugenia Schucht zusammen mit dem erstgeborenen Sohn Delio nach Moskau zurück.
Im September begann Gramsci einen Essay über die Questione meridionale (Alcuni temi sulla questione meridionale), in dem er die politische Entwicklung von 1894, dem Jahr der Bauernunruhen in Sizilien, und den Aufstand von 1896 in Mailand analysierte.

### Verhaftung, Prozess, Gefängniszeit und Tod 1937

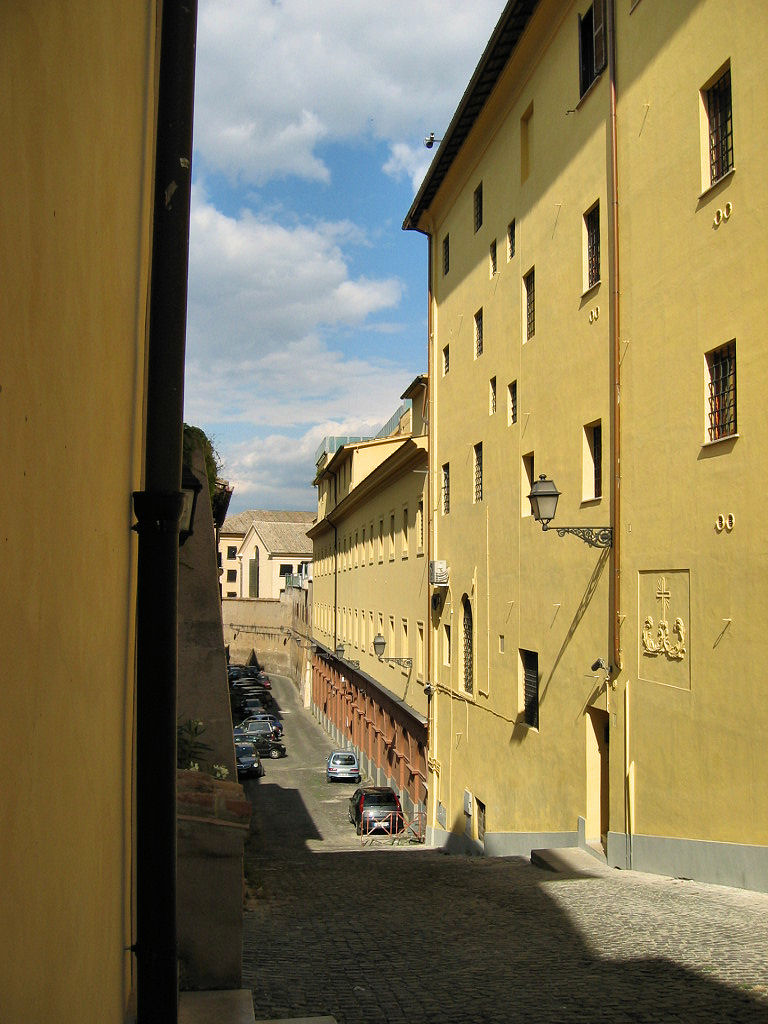
Das Gefängnis Regina Coeli in Rom

Am 31. Oktober 1926 überlebte Mussolini ein Attentat von Anteo Zamboni. Er blieb unverletzt und nahm den Anschlag zum Anlass, die letzten Spuren von Demokratie zu eliminieren. Am 5. November löste die faschistische Regierung alle Oppositionsparteien auf und hob zudem die Pressefreiheit auf. Drei Tage später wurde Gramsci unter Missachtung seiner parlamentarischen Immunität verhaftet und ins Gefängnis Regina Coeli in Rom gebracht. Kurz darauf wurde er nach Ustica verbannt; ab dem 7. Februar 1927 war er in Mailand, im Gefängnis San Vittore, inhaftiert.
Der Prozess gegen zweiundzwanzig Kommunisten, unter ihnen Antonio Gramsci, Umberto Terracini, Mauro Scoccimarro, Giovanni Roveda und Ezio Riboldi, begann am 28. Mai 1928 in Rom, Gerichtspräsident war der General Alessandro Saporiti. Gramsci wurde wegen konspirativer Tätigkeit, Anstiftung zum Bürgerkrieg, Verteidigung von Straftaten und Aufhetzung zum Klassenhass angeklagt. Der Staatsanwalt, Michele Isgrò, schloss seine Anklagerede mit folgenden Worten: „Wir müssen für zwanzig Jahre verhindern, dass dieses Hirn funktioniert.“ Am 4. Juni wurde Gramsci zu zwanzig Jahren, vier Monaten und fünf Tagen Gefängnis verurteilt, am 19. Juli wurde er in das Gefängnis von Turi (Provinz Bari) eingesperrt.
Für Gramsci begann eine Haftzeit unter physisch wie psychisch menschenunwürdigen Bedingungen. Er wurde wegen verschiedener kritischer Äußerungen sowohl von der Leitung der KPI in Paris als auch von Mithäftlingen ausgegrenzt bzw. denunziert. Sein ehemaliger Professor und Freund Piero Sraffa versorgte ihn mit Büchern. Die Trennung von seiner Familie, die Isolierung von der politischen Praxis und dem intellektuellen Austausch mit Freunden und Genossen trafen ihn schwer. Die einzigen Verbindungen zur Außenwelt waren der Briefwechsel mit den engsten Verwandten und die Besuche, die Gramsci empfangen durfte.

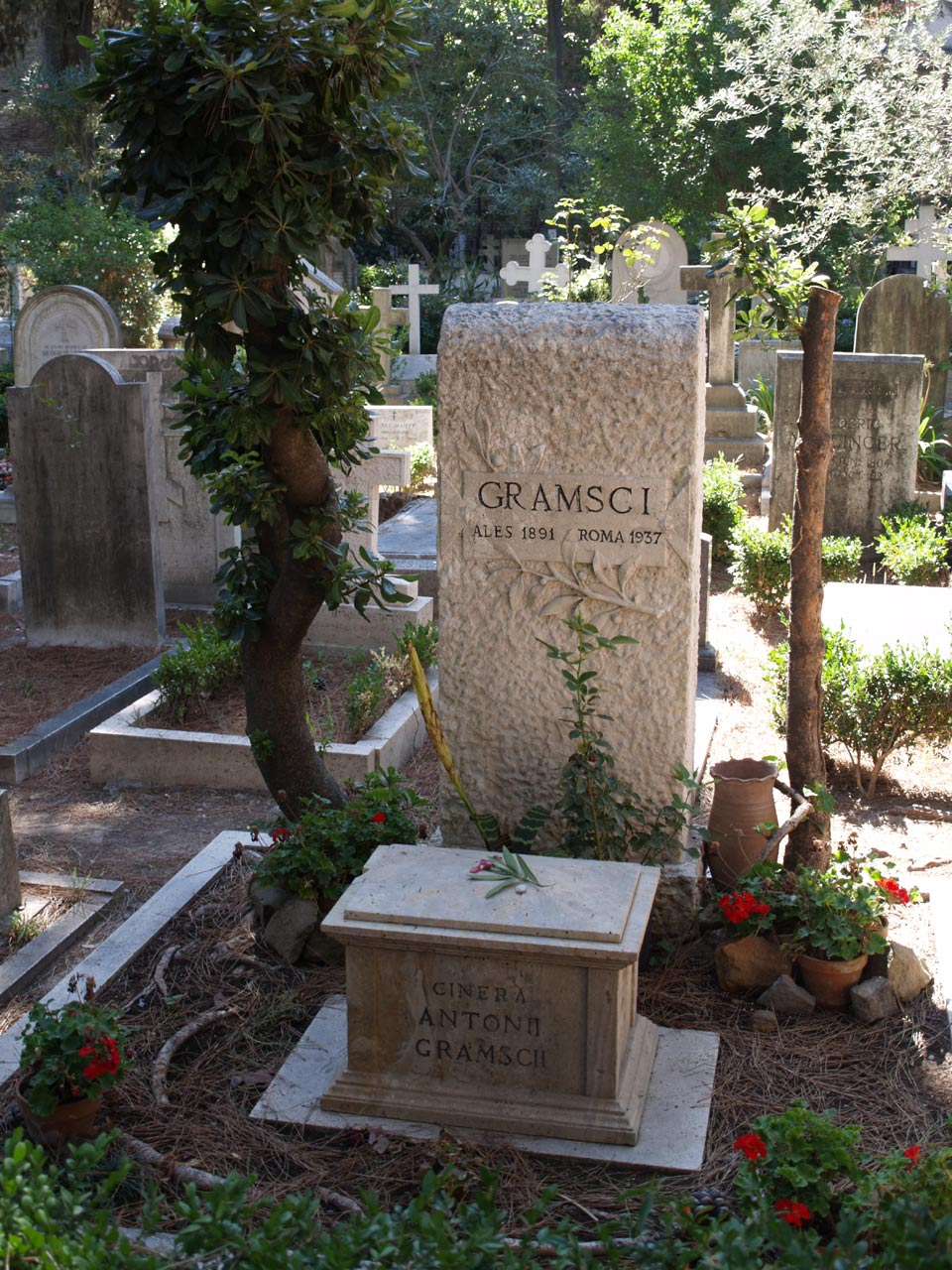
Das Grab Antonio Gramscis in Rom

Aus dem öffentlichen Leben entfernt, blieb dem politischen Intellektuellen nicht viel mehr, als weiter nachzudenken und seine Überlegungen zu formulieren. Es sind großteils die in der Haft entstandenen Arbeiten, denen sich die vergleichsweise breite anhaltende Bekanntheit seines Namens verdankt. Am 8. Februar 1929 soll Gramsci, dem nicht permanent Schreibzeug zugestanden wurde, mit dem Verfassen der berühmten Gefängnishefte begonnen haben. Ein Zellengenosse soll ihm beim Verstecken seiner Notizen geholfen haben. Wichtig für deren Transport nach draußen wurde seine Schwägerin Tatiana (Tania) Schucht, die den großen Theoretiker sehr verehrte. Julca – mit den Kindern in Russland – fand sich kaum in der Lage, Antonio zu unterstützen; in privaten Briefen beklagt er die Seltenheit ihrer Antworten. Ihre Schwester war nach Italien gezogen, besuchte den Schwager oft und bemühte sich um Freilassung bzw. Verbesserung seiner Lebensbedingungen.
Im Jahre 1931 kam der tuberkulosekranke Häftling in eine Einzelzelle. Die Schwindsucht betraf auch seinen seit Kindertagen angeschlagenen Rücken: Gramsci litt an der Pottschen Krankheit, einer tuberkulösen Veränderung der Wirbelsäule. Er versuchte, sich weiterhin mit der Ausarbeitung seiner politischen, philosophischen und historischen Überlegungen aufrechtzuerhalten. Sein Gesundheitszustand verschlechterte sich jedoch immer mehr. Im August 1932 erlitt Gramsci, der auch Bluthochdruck und Arteriosklerose hatte, eine schwere Hirnblutung.
Am 30. Dezember 1932 starb Gramscis Mutter. Die Familie beschloss, Antonio nicht darüber zu informieren. 1933 durchlebte Gramsci eine neuerliche Krise, mit Halluzinationen und Wahnvorstellungen. In Paris bildete sich unterdessen ein Komitee, das sich für die Freilassung von Gramsci und anderen politischen Häftlingen einsetzte; dazu gehörten u. a. Romain Rolland und Henri Barbusse. Am 19. November wurde Gramsci in die Krankenabteilung des Gefängnisses von Civitavecchia gebracht und am 7. Dezember wurde er in die Klinik von Dr. Cusumano nach Formia verlegt.
Am 25. Oktober 1934 bewilligte Mussolini das Entlassungsgesuch von Gramsci, jedoch wurde dieser weiterhin unter Arrest gesetzt und durfte sich nicht in eine Klinik begeben, da die Regierung befürchtete, er könnte ins Ausland flüchten. Erst am 24. August 1935 wurde es dem schmerzgeplagten Gramsci gestattet, die in Rom gelegene Klinik „Quisisana“ aufzusuchen. Er befand sich in einem ernsten Zustand. Neben Komplikationen seiner tuberkulösen und zerebrovaskulären Leiden sind aus der Zeit seiner klinischen Versorgung auch die Diagnose einer Gicht und therapeutische Bemühungen um seinen hohen Blutdruck bekannt.
Am 21. April 1937 erhielt Gramsci offiziell seine volle Freiheit zurück. Er blieb jedoch in der Klinik; und sein Zustand war kritisch. Am 27. April starb der 46-jährige Antonio Gramsci an einer neuerlichen Hirnblutung. Am nächsten Tag wurden seine sterblichen Überreste auf dem Campo Verano kremiert. An seiner Beisetzung nahmen nur sein Bruder Carlo und seine Schwägerin Tatiana Schucht (1887–1943) teil, die im Jahr 1938 Gramscis Asche auf den Protestantischen Friedhof überführen ließ.

## Denker, die Gramsci beeinflussten
- Henri Bergson – französischer Philosoph, Nobelpreisträger für Literatur und Theoretiker des Voluntarismus
- Benedetto Croce – italienischer Liberalist, Anti-Marxist, Philosoph, Humanist, Historiker und Politiker
- Giovanni Gentile – italienischer Philosoph, Kulturmanager und Politiker
- Antonio Labriola – Italienischer Marxist der ersten Stunde
- Niccolò Machiavelli – italienischer Politiker, Philosoph, Geschichtsschreiber und Dichter des 16. Jahrhunderts, der insbesondere Gramscis Staatstheorie beeinflusste
- Karl Marx – Ökonom, Philosoph, Historiker, Politjournalist und Begründer des Marxismus
- Vilfredo Pareto – italienischer Ingenieur, Ökonom und Soziologe
- Georges Sorel – französischer Vordenker des Syndikalismus und Sozialphilosoph
- Wladimir Iljitsch Lenin – russischer Revolutionär, Staatsführer der Sowjetunion und Anführer der Bolschewiki

## Philosophie

### Hegemonie
Gramsci formulierte sein Konzept von Hegemonie zunächst anhand von Entwicklungen in der italienischen Geschichte, insbesondere des Risorgimento. Demnach hätte das Risorgimento einen revolutionären Charakter annehmen können, wenn es ihm gelungen wäre, die Unterstützung der breiten Massen (insbesondere der Bauern, die damals die Mehrheit der Bevölkerung bildeten) zu gewinnen. Die Grenzen der bürgerlichen Revolution lagen darin, dass sie nicht von einer radikalen Partei angeführt wurde, dies im Unterschied zu Frankreich, wo die Landbevölkerung, die die Revolution unterstützte, entscheidend war für die Niederlage der aristokratischen Kräfte.
Die fortschrittlichste italienische Partei war damals die Partito d’Azione, die Partei von Mazzini. Diese hatte jedoch nicht die Fähigkeit, die fortschrittlichen bürgerlichen Kräfte mit den Bauern zu verbünden. Garibaldi verteilte in Sizilien Ländereien an die Bauern, aber die Aufstandsbewegungen der Bauern wurden erbarmungslos unterdrückt und es wurde die Guardia nazionale anticontadina gegründet.
Auch wenn die Partito d’Azione ein fortschrittliches Element im Risorgimento war, repräsentierte sie nicht die führende Kraft, denn diese Position nahmen die moderaten Kräfte ein. Dadurch war es den Cavouranern möglich, sich an die Spitze der bürgerlichen Revolution zu setzen und die radikalen Kräfte zu absorbieren. Dies gelang, weil die moderaten Cavouraner eine organische Beziehung zu ihren Intellektuellen hatten, die wie auch die Politiker Landbesitzer und Industriemagnaten waren. Der größte Teil der Bevölkerung blieb somit passiv und es kam zum Kompromiss zwischen den Kapitalisten Norditaliens und den Großgrundbesitzern Süditaliens.

„Die Vorherrschaft einer sozialen Gruppe zeigt sich auf zwei Arten, als Beherrschung und als intellektuelle sowie moralische Führung. Eine soziale Gruppe ist dominant, wenn sie die gegnerischen Gruppen unterwirft und die verbündeten Gruppen anführt. Eine soziale Gruppe kann, ja muss sogar vor der Machtübernahme die Führung übernommen haben; wenn sie dann an der Macht ist […], wird sie dominant, aber sie muss weiterhin führend bleiben.“

Die Aufgabe des Königreichs Sardinien-Piemont lag im Risorgimento darin, die führende Klasse zu stellen. Es gab in Italien zwar Gruppen, deren Kerne eine Einheit anstrebten, diese Gruppen wollten aber niemanden führen, beziehungsweise waren sie nicht dazu bereit, ihre Interessen auf die Interessen anderer Gruppen abzustimmen. Sie wollten herrschen, aber nicht führen; sie wollten, dass ihre Interessen vorherrschen, sie wollten, dass eine neue unabhängige Kraft die Herrschaft über Italien erlangt. Diese Kraft wurde das Königreich Sardinien-Piemont, die somit eine Funktion übernahm, wie sie in ähnlicher Form von einer Partei übernommen wird.
Aus der Sicht von Gramsci muss jede Gruppe, die nach der Herrschaft in einer modernen Gesellschaft strebt, bereit sein, Abstriche bei ihren ökonomischen und gesellschaftlichen Interessen zu machen, mit einer Vielzahl von politischen Kräften den Kompromiss zu suchen und mit diesen Allianzen zu bilden. Gramsci nennt diese Allianzen Historischer Block, ein Terminus, der von Georges Sorel geprägt worden ist. Dieser Block bildet die Basis für eine gesellschaftliche Ordnung, durch welche die Hegemonie der dominanten Klasse mit Hilfe einer Verknüpfung von Institutionen, sozialen Beziehungen und Ideen gebildet und sichergestellt wird. In Italien wurde dieser Historische Block von den Industriellen, den Landbesitzern, der Mittelklasse und Teilen des Kleinbürgertums gebildet.
Gramsci bemerkte, dass im Westen die kulturellen Werte der Bourgeoisie mit dem Christentum verknüpft sind. Deshalb richtet sich ein Teil seiner Kritik an der vorherrschenden Kultur auch gegen religiöse Normen und Werte. Er war beeindruckt von der Macht, die die Katholische Kirche über die Gläubigen hat, und er sah, mit welcher Sorgfalt die Kirche verhinderte, dass die Religion der Intellektuellen sich zu stark von der Religion der Ungebildeten entfernen konnte. Gramsci glaubte, dass es die Aufgabe des Marxismus sei, die in der Renaissance durch den Humanismus geübte Kritik an der Religion mit den wichtigsten Elementen der Reformation zu vereinen. Nach Gramsci kann der Marxismus erst dann die Religion ablösen, wenn er die spirituellen Bedürfnisse der Menschen befriedigen kann, und damit dies der Fall ist, müssen sie ihn als einen Ausdruck ihrer eigenen Erfahrungen wahrnehmen.

### Intellektuelle und Bildung
Gramsci dachte oft über die Rolle des Intellektuellen in der Gesellschaft nach. Berühmt ist seine Überzeugung, dass alle Menschen Intellektuelle seien, daher intellektuelle und rationelle Talente besitzen, aber nur wenige in der Gesellschaft auch die Funktion von Intellektuellen einnehmen und diese Talente auch entwickeln und ausüben können. Für Gramsci stellen die Intellektuellen nicht nur Redner oder reine Wissenschaftler dar, sondern auch Leiter und Organisatoren der gesellschaftlichen Prozesse, die Einfluss auf die herrschenden gesellschaftlichen Verhältnisse üben, daher eine bestimmte gesellschaftliche Hegemonie produzieren und sichern, über staatliche und ideologische Apparate wie die Bildung, die Medien, die Parteien, Interessensvereinigungen usw.
Gramsci unterschied zwischen traditionellen Intellektuellen, zu denen der Schriftsteller, der Philosoph und der Künstler gehören. Sie sehen sich selber (fälschlicherweise) als eine Klasse außerhalb der Gesellschaft. Andererseits gibt es organische Intellektuelle, die jede Klasse aus ihren eigenen Reihen hervorbringt. Eine soziale Gruppe, die die Hegemonie anstrebt, setzt alles daran, die traditionellen Intellektuellen zu assimilieren und für ihre Ideologien einzunehmen. Dies geht schneller und effizienter, wenn die Gruppe zugleich ihre eigenen organischen Intellektuellen herausbildet.
Diese organischen Intellektuellen beschreiben das gesellschaftliche Leben nicht nur mit wissenschaftlichen Regeln, vielmehr artikulieren sie durch die Sprache der Kultur die Gefühle und Erfahrungen, die die breite Masse nicht selber vermitteln kann. Gramsci sah es als ein Bedürfnis, eine Kultur der Arbeiterklasse zu schaffen. In den revolutionären proletarischen Bewegungen und in einer sozialen Gesellschaft solle entgegen den bisherigen Gesellschaften jeder zunehmend die Funktion eines Intellektuellen einnehmen. Hierzu bräuchte es ein Bildungssystem, in dem sich Intellektuelle der Arbeiterklasse entwickeln können. Dieses Bildungssystem könne nicht einfach eine Wissenschaft und Praxis proletarischen Klassencharakters in alten hierarchisch-autoritären Bildungsapparaten bürgerlichen Typs produzieren und vermitteln, es brauche vielmehr eine neue soziale Organisationsform der Bildung, die dem Prinzip einer zukünftigen sozialen Gesellschaft und den Einsichten der marxistischen Theorie folgt. Die bereits bestehenden intellektuellen Tätigkeiten der Massen sollen durch diese neue Organisation der intellektuellen Tätigkeit der Arbeiterklasse kritisch hinterfragt und erneuert werden. In den Bildungseinrichtungen sollte das Verhältnis zwischen Lehrer und Schüler dahingehend umgestaltet werden, dass jeder die Funktion des Lehrers und des Schülers ausüben soll, ähnlich wie auch Marx in den Thesen über Feuerbach formulierte, dass der Erzieher selbst erzogen werden muss.

### Staat und bürgerliche Gesellschaft
Gramscis Theorie der Hegemonie ist an seine Vorstellung des kapitalistischen Staates gebunden, der seiner Meinung nach durch Zwang und Konsens regiert wird. Der Staat ist nicht im engeren Sinne als Regierung zu verstehen; Gramsci unterscheidet zwischen der politischen Gesellschaft, in deren Bereich die politischen und rechtlichen Institutionen gehören, und der bürgerlichen Gesellschaft, die gemeinhin auch als privater oder nicht staatlicher Lebensbereich bezeichnet wird und zu der auch die Wirtschaft gehört. Ersteren beschreibt er als den Bereich des Zwanges und Letzteren als den Bereich des Konsenses. Gramsci betont, dass die Trennung rein konzeptionell sei und dass sich die zwei Bereiche in der Realität häufig überschneiden.
Staat = politische Gesellschaft + Zivilgesellschaft; das heißt Hegemonie gepanzert mit Zwang. Laut Gramsci ist die Trennung von Staat und Zivilgesellschaft nicht möglich, da der Staat selbst die Trennung zwischen privater und öffentlicher Sphäre, politischer und ziviler Gesellschaft fest- und durchsetzt, garantiert oder verändert.
Gramsci behauptete, dass die Bourgeoisie im modernen Kapitalismus ihre wirtschaftliche Kontrolle aufrechterhalten kann, indem sie bestimmte Forderungen der Gewerkschaften und politischen Parteien aufnimmt. Dadurch fördert die Bourgeoisie eine passive Revolution, indem sie unter ihre wirtschaftlichen Interessen geht und erlaubt, dass sich die Formen ihrer Hegemonie ändern. Gramsci postulierte, dass Bewegungen wie der Reformismus, der Faschismus, der Taylorismus und der Fordismus Beispiele hierfür sind.
In der Tradition von Niccolò Machiavelli argumentierte er, dass die Revolutionäre Partei Der Moderne Fürst sei, der es der Arbeiterklasse erlauben wird, organische Intellektuelle und eine alternative Hegemonie innerhalb der bürgerlichen Gesellschaft zu bilden.
Folglich stellte sich für Gramsci als politische Hauptaufgabe der Gewinn der „kulturellen Hegemonie“ durch die Partei als „kollektiven Intellektuellen“, die „Übersetzung“ der (marxistischen) Philosophie in Alltagsbewusstsein und ihre Bestätigung als „Philosophie der Praxis“.

## Zitate
„Eine neue Kultur zu schaffen bedeutet nicht nur, individuell ›originelle‹ Entdeckungen zu machen, es bedeutet auch und besonders, bereits entdeckte Wahrheiten kritisch zu verbreiten, sie sozusagen zu ›vergesellschaften‹ und sie dadurch Basis vitaler Handlungen, Element der Koordination und der intellektuellen und moralischen Ordnung werden zu lassen. Dass eine Masse von Menschen dahin gebracht wird, die reale Gegenwart kohärent und auf einheitliche Weise zu denken, ist eine ›philosophische‹ Tatsache, die viel wichtiger und ›origineller‹ ist, als wenn ein philosophisches ›Genie‹ eine neue Wahrheit entdeckt, die Erbhof kleiner Intellektuellengruppen bleibt.“

„Man muss nüchterne, geduldige Menschen schaffen, die nicht verzweifeln angesichts der schlimmsten Schrecken und sich nicht an jeder Dummheit begeistern. Pessimismus des Verstandes, Optimismus des Willens“

„Alle Menschen sind Intellektuelle, […] aber nicht alle Menschen haben in der Gesellschaft die Funktion von Intellektuellen.“

„Wir müssen uns abgewöhnen und aufhören, die Kultur als enzyklopädisches Wissen zu verstehen, wobei der Mensch nur als ein Gefäß gesehen wird, das mit empirischen Daten angefüllt und vollgepfropft werden muss, mit nackten und zusammenhanglosen Fakten, die er dann in seinem Gehirn wie in den Abschnitten eines Wörterbuchs rubrizieren muss […]. Wirkliche Kultur ist etwas völlig anderes. Kultur ist Disziplinierung des eigenen inneren Ichs, Inbesitznahme der eigenen Persönlichkeit und die Erlangung eines höheren Bewusstseins, mit dem man dazu kommt, den eigenen historischen Wert zu verstehen, die eigene Funktion im Leben, die eigenen Rechte und Pflichten.“

„Sich selbst zu kennen, will heißen, sein eigenes Sein zu leben, will heißen Herr seiner Selbst zu sein, sich von den anderen abzuheben, aus dem Chaos auszubrechen, ein Element der Ordnung zu sein, aber der eigenen Ordnung und der eigenen, einem Ideal verpflichteten Disziplin. Und das kann man nicht erreichen, wenn man nicht auch die anderen kennt, ihre Geschichte, die Anstrengungen, die sie unternommen haben, um das zu werden, was sie sind, die Gesellschaftsformation zu schaffen, die sie begründet haben, und die wir durch die unsere ersetzen wollen.“

„Die zeitgenössische Geschichte bietet ein Modell dafür, die italienische Vergangenheit zu begreifen: es gibt heute ein europäisches Kulturbewusstsein, und es gibt eine Reihe von Äußerungen von Intellektuellen und Politikern, welche die Notwendigkeit einer europäischen Union behaupten: man kann auch sagen, dass der historische Prozess zu dieser Union hinstrebt und es viele materielle Kräfte gibt, die sich nur in dieser Union werden entfalten können: wenn es in x Jahren diese Union geben wird, wird das Wort ‚Nationalismus‘ die gleiche archäologische Bedeutung haben wie das Wort ‚Munizipalismus‘.“

## Einfluss / Rezeption

### Politikwissenschaft, Neogramscianismus, KPI
Obwohl Gramsci aus der organisierten Linken stammte, ist er heutzutage eine wichtige Figur in akademischen Diskussionen, zum Beispiel innerhalb der Cultural studies. Sein Einfluss ist besonders stark in der Politikwissenschaft, so dass sich hier sogar eine eigene nach Gramsci benannte Richtung, der Neogramscianismus, gebildet hat. Seine Arbeit hatte auch einen starken Einfluss auf intellektuelle Abhandlungen über die Popkultur.
Gramscis Erbe wurde in kommunistischen Kreisen intensiv diskutiert. Palmiro Togliatti, der die Kommunistische Partei Italiens nach dem Zweiten Weltkrieg führte, behauptete, dass die Politik der PCI unter seiner Führung mit den Theorien von Gramsci übereinstimmte. Andere glauben, dass Gramsci vermutlich aus der Partei ausgeschlossen worden wäre, wenn ihn seine Gefängnisstrafe nicht von einem regelmäßigen Kontakt mit der kommunistischen Führung unter Josef Stalin abgehalten hätte, da sich Gramscis Ideen grundlegend von denjenigen des Stalinismus unterschieden.

### Personen, die von Gramsci beeinflusst wurden
- Louis Althusser – französischer Philosoph, gilt als einer der einflussreichsten europäischen marxistischen Philosophen
- Giulio Angioni – italienischer Autor und Ethnologe
- Homi K. Bhabha – Theoretiker der postkolonialen Studien
- Leonardo Boff – Befreiungstheologe[16]
- Judith Butler – Hauptvertreterin der Gender Studies und Professorin für Rhetorik und vergleichende Literaturwissenschaft
- Mario Candeias – deutscher Politikwissenschaftler
- Raewyn Connell – australische Soziologin
- Michel Foucault – französischer Historiker und Philosoph
- Stuart Hall – Kulturtheoretiker, beeinflusst von Gramscis Konzept der kulturellen Hegemonie
- Michael Hardt – US-amerikanischer Literaturtheoretiker
- Wolfgang Fritz Haug – deutscher Philosoph und Marxist
- Ernesto Laclau – politischer Theoretiker, der sich selbst dem Postmarxismus zurechnet
- Steven Lukes – britischer Soziologe
- Chantal Mouffe – belgische Politologin
- Antonio Negri – italienischer Politikwissenschaftler und ein bedeutender Vertreter der neomarxistischen Strömung des Operaismus
- Luigi Nono – italienischer Komponist
- Pier Paolo Pasolini – italienischer Filmregisseur, Dichter und Publizist
- Nicos Poulantzas – griechischer marxistischer Staatstheoretiker
- Christian Riechers – erster (west-)deutscher Gramsci-Forscher und -Übersetzer, zugleich exponierter linkskommunistischer Kritiker Gramscis
- Edward Said – amerikanischer Literaturtheoretiker und -kritiker
- Gayatri Chakravorty Spivak – Literaturwissenschaftlerin
- Raymond Williams – marxistischer Wissenschaftler, Autor und Kritiker

### Neue Rechte
Theoretiker der politischen Rechten haben ebenfalls seine Konzepte für sich entdeckt; beispielsweise werden seine Ideen zur Hegemonie häufig aufgegriffen. Auf Gramscis Vorstellungen zur Erringung von Diskurshegemonie berufen sich im Gefolge des rechten Intellektuellen Alain de Benoist zudem die französische Nouvelle Droite und die bundesdeutsche Neue Rechte.

## Werke
Gramscis Arbeiten aus der Zeit vor seiner Verhaftung im November 1926 umfassen hauptsächlich Zeitungsartikel, einige Reden und Berichte sowie eine unvollendete Arbeit über den Süden Italiens.

### Gefängnishefte
Die insgesamt 32 Gefängnishefte, die aus insgesamt 2.848 Seiten bestehen, waren von Gramsci nicht zur Veröffentlichung gedacht. Sie enthalten Gedanken und Notizen, die Gramsci während seiner Haft niederschrieb. Mit der Zeit wuchs das Ganze zu einem der bedeutendsten Werke der marxistischen Philosophie, die von Gramsci als Philosophie der Praxis bezeichnet wird. Die Gefängnishefte wurden von Tatiana Schucht und Piero Sraffa vor dem Aufsichtspersonal gerettet und anschließend dem Bankier Raffaele Mattioli übergeben; dieser hatte zuvor die Klinikaufenthalte für Gramsci bezahlt. Mattioli reiste daraufhin nach Moskau und vertraute die Schriften Palmiro Togliatti und den anderen italienischen Kommunisten an. Am Ende des Zweiten Weltkrieges wurden die Hefte zusammen mit den Lettere dal carcere vom Verlagshaus Einaudi herausgegeben. Insgesamt erschienen hierbei sechs Bände, die nach Themen geordnet sind und folgende Titel tragen:
- Il materialismo storico e la filosofia di Benedetto Croce (deutsch: Der historische Materialismus und die Philosophie von Benedetto Croce).
- Gli intellettuali e l’organizzazione della cultura (deutsch: Die Intellektuellen und die Organisation der Kultur).
- Il Risorgimento (deutsch: Das Risorgimento).
- Note sul Machiavelli, sulla politica e sullo Stato moderno (deutsch: Notizen über Machiavelli, über die Politik und über den modernen Staat).
- Letteratura e vita nazionale (deutsch: Literatur und das nationale Leben).
- Passato e presente (deutsch: Vergangenheit und Gegenwart).

1975 erschienen die Hefte in einer erweiterten Neuauflage; diesmal wurden die Hefte nicht mehr thematisch, sondern nach Entstehungszeit geordnet. Neben den Gefängnisheften enthält diese Ausgabe auch alle von Gramsci verfassten Artikel, die im L’Avanti! im Il grido del popolo und im L’ordine nuovo erschienen sind.
- 2011: Nicola Calefi/Guglielmo Leoni (Hrsg.): I racconti dei fratelli Grimm e traduzioni originali dai «Quederni del carcere». Sassuolo, Mailand.

### Werkausgaben
- Antonio Gramsci: Gefängnishefte. Herausgegeben von Klaus Bochmann und Wolfgang Fritz Haug, 10 Bände. Argument Verlag, Hamburg 1991ff (Neuauflage 2012).
- Antonio Gramsci: Gefängnisbriefe. Band 1: Briefwechsel mit Giulia Schucht. Herausgegeben von Ursula Apitzsch, Peter Kammerer, Aldo Natoli, Mimma Paulesu Quercioli. Argument Verlag, Hamburg 1995.
- Antonio Gramsci: Gefängnisbriefe Band 2: Briefwechsel mit Tatjana Schucht 1926–1930. Herausgegeben von Ursula Apitzsch, Peter Kammerer, Aldo Natoli. Argument Verlag, Hamburg 2008.
- Antonio Gramsci: Die süditalienische Frage: Beiträge zur Geschichte der Einigung Italiens. Dietz Verlag, Berlin 1955.
- Antonio Gramsci: Briefe aus dem Kerker. Dietz Verlag, Berlin 1956.
- Antonio Gramsci: Erziehung und Bildung. Herausgegeben von Andreas Merkens. Argument Verlag, Hamburg 2004, ISBN 3-88619-423-X (Gramsci-Reader 1).
- Antonio Gramsci: Amerika und Europa. Herausgegeben von Thomas Barfuss. Argument Verlag, Hamburg 2007 (Gramsci-Reader 2).
- Antonio Gramsci: Literatur und Kultur. Herausgegeben von Ingo Lauggas. Argument Verlag, Hamburg 2012 (Gramsci-Reader 3).
- Gramsci lesen! Einstieg in die Gefängnishefte. Hrsg. v. Mario Candeias, Florian Becker, Janek Niggemann, Anne Steckner. Hamburg 2013.
- Antonio Gramsci: Gefängnisbriefe III. Briefwechsel mit Tatjana Schucht 1931–1935. Argument Verlag, Hamburg 2014.
- Antonio Gramsci: A Great and Terrible World. The Pre-Prison Letters (1908–1926). Herausgegeben von Derek Boothman. Lawrence & Wishart, London 2014.
- Antonio Gramsci: Südfrage und Subalterne. Herausgegeben von Ingo Pohn-Lauggas und Alexandra Assinger. Argument Verlag, Hamburg 2023, ISBN 978-3-86754-113-8.
- Antonio Gramsci: Gefängnisbriefe Band IV. Briefwechsel mit der sardischen Familie 1926–1936. Herausgegeben und eingeleitet v. Ursula Apitzsch und Peter Kammerer, Argument Verlag, Hamburg 2024.

### Deutschsprachig
- Perry Anderson: Antonio Gramsci. Eine kritische Würdigung. Olle & Wolter, Berlin 1979, ISBN 3-921241-45-6.
- Thomas Barfuss, Peter Jehle: Antonio Gramsci zur Einführung. Junius, Hamburg 2014, ISBN 978-3-88506-084-0.
- Johannes Bellermann: Gramscis politisches Denken. Eine Einführung. Schmetterling, Stuttgart 2021, ISBN 3-89657-679-8.
- Armin Bernhard: Antonio Gramscis Politische Pädagogik. Grundrisse eines praxisphilosophischen Erziehungs- und Bildungsmodells (= Argument. Sonderband. Neue Folge, AS 301). Argument, Hamburg 2005, ISBN 3-88619-351-9.
- Robert Bösch: Die wundersame Renaissance des Antonio Gramsci. In: Krisis. Beiträge zur Kritik der Warengesellschaft. Band 13, 1993, S. 151–189, (online). Bad Honnef.
- Nora Bossong: 36,9°. Roman. Hanser, München 2015, ISBN 978-3-446-24898-4.
- Johanna Borek, Birge Krondorfer, Julius Mende (Hrsg.): Kulturen des Widerstands. Texte zu Antonio Gramsci (= Beiträge zu Kulturwissenschaft und Kulturpolitik. 3). Verlag für Gesellschaftskritik, Wien 1993, ISBN 3-85115-172-0.
- Christine Buci-Glucksmann: Gramsci und der Staat. Für eine materialistische Theorie der Philosophie. Pahl-Rugenstein, Köln 1981, ISBN 3-7609-0568-4.
- Sonja Buckel, Andreas Fischer-Lescano (Hrsg.): Hegemonie gepanzert mit Zwang. Zivilgesellschaft und Politik im Staatsverständnis Antonio Gramscis (= Staatsverständnisse. Band 11). Nomos, Baden-Baden 2007, ISBN 978-3-8329-2438-6.
- Anette Emtmann: Zivilgesellschaft zwischen Revolution und Demokratie. Die „samtene Revolution“ im Licht von Antonio Gramscis Kategorie der „società civile“ (= Edition Philosophie und Sozialwissenschaften. 47). Argument, Hamburg u. a. 1998, ISBN 3-88619-647-X (Zugleich: Frankfurt (Main), Universität, Dissertation, 1997).
- Giuseppe Fiori: Das Leben des Antonio Gramsci. Herausgegeben von Christoph Nix, aus dem Italienischen von Renate Heimbucher und Susanne Schoop, VSA Verlag, Hamburg 2024, ISBN 978-3-96488-218-9  (Original: Vita di Antonio Gramsci (= Universale Laterza. 39, ZDB-ID 228263-X). Laterza, Bari 1966).
- Gregor von Fürstenberg: Religion und Politik. Die Religionssoziologie Antonio Gramscis und ihre Rezeption in Lateinamerika. Matthias-Grünewald-Verlag, Mainz 1997, ISBN 3-7867-1991-8 (Zugleich: Münster, Universität, Dissertation, 1995).
- Luciano Gruppi: Gramsci. Philosophie der Praxis und die Hegemonie des Proletariats. VSA, Hamburg u. a. 1977, ISBN 3-87975-110-2.
- Wolfgang Fritz Haug: Philosophieren mit Brecht und Gramsci. Argument, Hamburg u. a. 1996, ISBN 3-88619-395-0 (Erweiterte Ausgabe, 2., erweiterte Auflage. ebenda 2006, ISBN 3-88619-315-2).
- Wolfgang Fritz Haug: Historischer Materialismus und Philosophie der Praxis. Von Marx zu Gramsci, von Gramsci zu Marx. In: Das Argument. 236 = Jahrgang 42, Heft 3, 2000, S. 387–398.
- Uwe Hirschfeld, Werner Rügemer (Hrsg.): Utopie und Zivilgesellschaft. Rekonstruktionen, Thesen und Informationen zu Antonio Gramsci (= Elefanten-Press. 335). Elefanten Press, Berlin 1990, ISBN 3-88520-335-9.
- Uwe Hirschfeld (Hrsg.): Gramsci-Perspektiven. Beiträge zur Gründungskonferenz des „Berliner Instituts für Kritische Theorie“ e. V. vom 18. bis 20. April 1997 im Jagdschloss Glienicke, Berlin (= Argument. Sonderband. Neue Folge, AS 256). Argument, Hamburg 1998, ISBN 3-88619-256-3.
- Uwe Hirschfeld: Notizen zu Alltagsverstand, politischer Bildung und Utopie (= Werkstatt-Texte. 6). Argument, Hamburg 2015, ISBN 978-3-86754-811-3.
- Karin Hofer: Die politische Theorie Antonio Gramscis (= Schriftenreihe des SFP. 1991, 3, Forschungsbericht. ZDB-ID 2289453-6). SFP, Salzburg 1991.
- Hans Heinz Holz, Giuseppe Prestipino (Hrsg.): Antonio Gramsci heute. Aktuelle Perspektiven seiner Philosophie. Pahl-Rugenstein, Bonn 1992, ISBN 3-89144-118-5.
- Franz Kaminski, Heiner Karuscheit, Klaus Winter: Antonio Gramsci, Philosophie und Praxis. Grundlagen und Wirkungen der Gramsci-Debatte. Sendler, Frankfurt (Main) 1982, ISBN 3-88048-058-3.
- Sabine Kebir: Antonio Gramscis Zivilgesellschaft. VSA-Verlag, Hamburg 1991, ISBN 3-87975-556-6 (Zugleich: Frankfurt (Main), Universität, Habilitations-Schrift, 1989).
- Petra Lange: Wege des Politischen. Die politische Philosophie Antonio Gramscis und Hannah Arendts. Der andere Verlag, Osnabrück 2003, ISBN 3-89959-126-7 (Zugleich: Berlin, Universität, Dissertation, 2001).
- Holger Andreas Leidig: Abgestürzt. Antonio Gramsci und das Gesetz des tendenziellen Falls der Profitrate (= Wissenschaft & Technik. 10). dissertation.de, Berlin 2001, ISBN 3-89825-380-5 (Zugleich: Berlin, Freie Universität, Diplomarbeit, 1998).
- Domenico Losurdo: Der Marxismus Antonio Gramscis. Von der Utopie zum »kritischen Kommunismus«. Erweiterte Neuauflage. VSA Verlag, Hamburg 2012, ISBN 978-3-89965-536-0.
- Peter Mayo: Politische Bildung bei Antonio Gramsci und Paulo Freire. Perspektiven einer verändernden Praxis (= Argument. Sonderband. Neue Folge, AS 280). Argument, Hamburg 2006, ISBN 3-88619-280-6.
- Andreas Merkens, Victor Rego Diaz (Hrsg.): Mit Gramsci arbeiten. Texte zur politisch-praktischen Aneignung Antonio Gramscis (= Argument. Sonderband. Neue Folge, AS 305). Argument, Hamburg 2007, ISBN 978-3-88619-425-4.
- Harald Neubert: Antonio Gramsci: Hegemonie – Zivilgesellschaft – Partei. Eine Einführung. VSA-Verlag, Hamburg 2001, ISBN 3-87975-820-4 (Neuauflage. 2022 ebenda, ISBN 978-3-96488-151-9).
- Harald Neubert: Linie Gramsci – Togliatti – Longo – Berlinguer. Erneuerung oder Revisionismus in der kommunistischen Bewegung? VSA-Verlag, Hamburg 2009, ISBN 978-3-89965-349-6.
- Benjamin Opratko, Oliver Prausmüller (Hrsg.): Gramsci global. Neogramscianische Perspektiven in der Internationalen Politischen Ökonomie (= Argument. Sonderband. Neue Folge, AS 310). Argument, Berlin u. a. 2011, ISBN 978-3-86754-310-1.
- Karin Priester: Studien zur Staatstheorie des italienischen Marxismus: Gramsci und Della Volpe (= Campus. Forschung. 215). Campus, Frankfurt (Main) u. a. 1981, ISBN 3-593-32898-4 (Zugleich: Marburg, Universität, Habilitations-Schrift, 1981).
- Christian Riechers: Antonio Gramsci. Marxismus in Italien. Europäische Verlagsanstalt, Frankfurt (Main) 1970, (Zugleich: Berlin, Freie Universität, Dissertation, 1969: Das Verhältnis der Philosophie der Praxis Antonio Gramscis zum Marxismus.).
- Christian Riechers: Die Niederlage in der Niederlage. Texte zu Arbeiterbewegung, Klassenkampf, Faschismus (= Dissidenten der Arbeiterbewegung. 1). Herausgegeben, eingeleitet und kommentiert von Felix Klopotek. Unrast, Münster 2009, ISBN 978-3-89771-453-3.
- Juan Rodriguez-Lores: Die Grundstruktur des Marxismus. Gramsci und die Philosophie der Praxis (= marxismusbibliothek. Text 11, ZDB-ID 120176-1). Makol, Frankfurt (Main) 1971.
- Gerhard Roth: Gramscis Philosophie der Praxis. Eine neue Deutung des Marxismus. Patmos, Düsseldorf 1972, ISBN 3-491-00364-4 (Zugleich: Münster, Universität, Dissertation, 1969).
- Ulrich Schreiber: Die politische Theorie Antonio Gramscis (= Das Argument. Studienhefte. SH 55). Argument, Berlin 1982, ISBN 3-88619-755-7.
- Hermes Spiegel: Gramsci und Althusser. Eine Kritik der Althusserschen Rezeption von Gramscis Philosophie (= Argument. Sonderband. Neue Folge, 248). Argument, Berlin 1997, ISBN 3-88619-248-2 (Zugleich: Berlin, Freie Universität, Dissertation, 1982).
- Nora Sternfeld: Das pädagogische Unverhältnis. Lehren und lernen bei Rancière, Gramsci und Foucault. Turia + Kant, Wien 2009, ISBN 978-3-85132-530-0.
- Theo Votsos: Der Begriff der Zivilgesellschaft bei Antonio Gramsci. Ein Beitrag zu Geschichte und Gegenwart politischer Theorie (= Argument. Sonderband. Neue Folge, AS 281). Argument, Berlin 2001, ISBN 3-88619-281-4 (Zugleich: Tübingen, Universität, Magisterarbeit, 1982).
- Ernst Wimmer: Antonio Gramsci und die Revolution. Globus, Wien 1984.
- Antonio Gramsci (= Zibaldone. Nummer 11, 1991). Piper, München 1991.
- André Zogholy: Kulturpolitische Strategien der FPÖ und die Hegemonietheorie nach Antonio Gramsci (= Schriften der Johannes-Kepler-Universität Linz. Reihe B: Wirtschafts- und Sozialwissenschaften. 61). Trauner, Linz 2002, ISBN 3-85487-336-0 (Zugleich: Linz, Universität, Dissertation, 2001).

### Englischsprachig
- Alison J. Ayers (Hrsg.): Gramsci, political economy, and international relations theory. Modern princes and naked emperors. Palgrave Macmillan, New York NY 2008, ISBN 978-0-230-60582-4.
- Andreas Bieler, Adam David Morton (Hrsg.): Images of Gramsci. Connections and contentions in political theory and international relations (= RIPE Studies in Global Political Economy. 21). Routledge u. a., London 2006, ISBN 978-0-415-46365-2.
- John M. Cammett: Antonio Gramsci and the origins of Italian Communism. Stanford University Press, Stanford CA 1967.
- William K. Carroll (Hrsg.): The Elgar companion to Antonio Gramsci. Elgar, Cheltenham 2024, ISBN 978-1-80220-859-7.
- Kate Crehan: Gramsci’s Common Sense. Inequality and Its Narratives. Duke University Press, Durham 2016, ISBN 978-0-8223-6219-7.
- Alastair Davidson: Antonio Gramsci: Towards an intellectual biography. Reprinted edition. Merlin Press, London 1987, ISBN 0-85036-215-6 (Weitere Neuauflage. (= . Historical Materialism Book Series. 129). Brill, Leiden u. a. 2017, ISBN 978-90-04-32629-3).
- Harold Entwistle: Antonio Gramsci. Conservative Schooling for Radical Politics. Routledge, Abingdon u. a. 2010, ISBN 978-0-415-55763-4 (Nachdruck, Original: 1979).
- Joseph Francese (Hrsg.): Perspectives on Gramsci. Politics, culture and social theory. Routledge, London u. a. 2009, ISBN 978-0-415-48527-2.
- Stephen Gill (Hrsg.): Gramsci, historical materialism and international relations (= Cambridge Studies in International Relations. 26). Reprinted edition. Cambridge University Press, Cambridge 1994, ISBN 0-521-43523-4.
- Marcus E. Green (Hrsg.): Rethinking Gramsci (= Routledge Innovations in Political Theory. 37). Routledge u. a., London 2011, ISBN 978-0-415-77973-9.
- Renate Holub: Antonio Gramsci. Beyond Marxism and postmodernism. Routledge, London u. a. 1999, ISBN 0-415-02108-1.
- Peter Ives: Language and hegemony in Gramsci. Pluto Press u. a., London u. a. 2004, ISBN 0-7453-1665-4.
- Peter Ives, Rocco Lacorte (Hrsg.): Gramsci, Language, and Translation. Lexington Books, Lanham MD 2010, ISBN 978-0-7391-1859-7.
- Steve Jones: Antonio Gramsci. Reprinted edition. Routledge, London u. a. 2008, ISBN 978-0-415-31948-5.
- Mark McNally, John Schwarzmantel: Gramsci and global politics. Hegemony and resistance (= Routledge Innovations in Political Theory. 33). Routledge, London 2009, ISBN 978-0-415-47469-6.
- Mark McNally (Hrsg.): Antonio Gramsci. Palgrave Macmillan, Basingstoke 2015, ISBN 978-1-137-33417-6.
- Adam David Morton: Unravelling Gramsci. Hegemony and passive revolution in the global political economy. Pluto, London u. a. 2007, ISBN 978-0-7453-2384-8.
- Emanuele Saccarelli: Gramsci and Trotsky in the shadow of Stalinism. The political theory and practice of opposition. Routledge, New York NY u. a. 2008, ISBN 978-0-415-96109-7.
- Antonio A. Santucci: Antonio Gramsci. Monthly Review, New York NY 2010, ISBN 978-1-58367-210-5.
- Neelam Srivastava, Baidik Bhattacharya (Hrsg.): The Postcolonial Gramsci (= Routledge Research in Postcolonial Literatures. 36). Routledge, New York NY u. a. 2012, ISBN 978-0-415-87481-6.
- Peter D. Thomas: The Gramscian Moment. Philosophy, Hegemony and Marxism (= Historical Materialism Book Series. 24). Brill Academic Publication, Leiden u. a. 2009, ISBN 978-90-04-16771-1.

## Verfilmungen
- 1977: Antonio Gramsci – Die Jahre im Kerker (Antonio Gramsci. I giorni del carcere, Spielfilm/Italien) – Regie: Lino Del Fra (mit Riccardo Cucciolla, Mimsy Farmer, Lea Massari u. a.)